# Powstanie maoistowskie w Indiach
Powstanie maoistowskie w Indiach – rebelia maoistów indyjskich zwanych naksalitami bądź naksalami. Powstanie trwa od 1967 roku.

## Historia
Rozpoczęło się w 1967 roku w niewielkiej miejscowości Naksalbari, od której wywodzi się kreślenie „naksalici“. Rebelia rozprzestrzeniła się na okoliczne wioski. Zbuntowani chłopi zamordowali miejscową elitę tworząc w jej miejsce komitety ludowe. Na czele powstania stanął działacz maoistowski Charu Majumdar. Ruch rozprzestrzenił się na cały Bengal Zachodni. W następstwie za naksalitami poszli maoiści, a także przedstawiciele niemaoistowskiego komunizmu z innych obszarów kraju. Antyrządowe rozruchy wybuchały w Indiach z różną częstotliwością i efektami. W 1970 roku naksalici powołali ugrupowanie o nazwie Komunistyczna Partia Indii (Marksistowsko-Leninowska). Sekretarzem generalnym partii został Charu Muzumdar. W tym samym roku wybuchły zamieszki maoistów w Kalkucie. Chaos w mieście trwał kilka miesięcy. Zamieszki zostały opanowane przez policje a kalkuccy maoiści zdziesiątkowani. Charu Mazumdar wkrótce potem został ujęty przez policję i osadzony w areszcie, w którym zginął w 1972 roku.
Po śmierci Muzumdara ruch naksalitów uległ podziałowi. Powstały nowe organizacje maoistów, wśród których znalazły się ugrupowania takie jak Centralny Zespół Komunistycznej Partii Indii (Marksistowsko-Leninowskiej), Zjednoczona Organizacja KPI (M-L), Maoistowskie Centrum Komunistyczne, Zjednoczony Komitet Komunistycznych Rewolucjonistów Indii (M-L) czy Organizacyjny Komitet Komunistycznych Rewolucjonistów. Zmianie uległa taktyka naksalitów. Zamiast otwartej walki postawili oni na wojnę prowadzoną metodami partyzanckimi.  
Rebelia odżyła po  1980 roku. W 2010 roku istniało 17 różnych organizacji zbrojnych maoistów. W wyniku działalności naksalitów rocznie ginie około 500-600 osób. Naksalici nierzadko stosują metody uznawane za terrorystyczne.
W 2009 roku przeprowadzona została Operacja Lalgarh. Była to operacja wojskowa przeciwko naksalitom z PCAPA (Ludowy Ruch Przeciwko Okrucieństwu Policji) w Bengalu Zachodnim.

## Lokalizacja rebelii
Rebelianci działają na obszarze wschodnich i środkowych Indii. Obecni są w 182 dystryktach kraju. Ich działalność dotyczy głównie stanów Ćhattisgarh, Jharkhand, Orisa, Bihar, Madhya Pradesh, Maharasztra i Bengal Zachodni. W niektórych regionach partyzantom prawie udało się zastąpić lokalną administrację.

## Wsparcie zagraniczne
W 2011 roku Indie oskarżyły Chiny o udzielanie schronienia przywódcom rebelii oraz Pakistan o finansowanie działalności maoistów.